# Villate (Burgos)
Villate es una localidad y una Entidad Local Menor situada en la provincia de Burgos, comunidad autónoma de Castilla y León (España), comarca de Merindades, partido judicial de Villarcayo, ayuntamiento de Medina de Pomar.

## Geografía
Situado a 11 km al este de la capital del municipio, 19 de Villarcayo, cabeza de partido, y 94 de Burgos. 
Situado en la carretera provincial  BU-V-5514  entre Villamor y Gobantes. 

### Comunicaciones
- Carretera:

Se accede desde Medina de Pomar, partiendo desde el cruce de El Olvido  N-629  tomando la carretera autonómica  BU-551  pasando por La Cerca y Villamor la cual pasa por Villate que divide al núcleo urbano en 2 partes, si se continua por dicha carretera se llega al cruce en Criales con la carretera autonómica  BU-550 .

## Demografía
En el censo de 1950 contaba con 88 habitantes, reducidos a 9 en el padrón municipal de 2007.

## Historia
Lugar  perteneciente a la  Junta de la Cerca , una de las seis en que se subdividía la Merindad de Losa  en el Corregimiento de las Merindades de Castilla la Vieja, jurisdicción de realengo con regidor pedáneo.
A la caída del Antiguo Régimen queda agregado al ayuntamiento constitucional   de Junta de la Cerca , en el partido de Villarcayo perteneciente a la región de  Castilla la Vieja , para posteriormente integrarse en su actual municipio de  Medina de Pomar.